# Châtillon (Allier)
Pour les articles homonymes, voir Châtillon.
Châtillon est une commune française rurale, située dans le département de l'Allier, en région Auvergne-Rhône-Alpes.
Ses habitants, au nombre de 313 au recensement de 2022, sont appelés les Châtillonnais et les Châtillonnaises.

## Géographie

### Localisation
Châtillon se situe dans le centre du département de l'Allier, dans le Bocage bourbonnais. La commune est à vol d'oiseau à une vingtaine de kilomètres au sud-ouest de Moulins et à une vingtaine de kilomètres au nord-ouest de Saint-Pourçain-sur-Sioule.
Le territoire de la commune de Châtillon est limitrophe de trois autres communes :
| Noyant-d'Allier |           |            |
|                 | Châtillon |            |
| Tronget         |           | Cressanges |

### Climat
Pour des articles plus généraux, voir Climat d'Auvergne-Rhône-Alpes et Climat de l'Allier.
En 2010, le climat de la commune est de type climat océanique dégradé des plaines du Centre et du Nord, selon une étude du CNRS s'appuyant sur une série de données couvrant la période 1971-2000. En 2020, Météo-France publie une typologie des climats de la France métropolitaine dans laquelle la commune est exposée à un climat océanique altéré et est dans la région climatique Centre et contreforts nord du Massif Central, caractérisée par un air sec en été et un bon ensoleillement.
Pour la période 1971-2000, la température annuelle moyenne est de 11 °C, avec une amplitude thermique annuelle de 16,1 °C. Le cumul annuel moyen de précipitations est de 739 mm, avec 10,9 jours de précipitations en janvier et 6,6 jours en juillet. Pour la période 1991-2020, la température moyenne annuelle observée sur la station météorologique de Météo-France la plus proche, « Bourbon_sapc », sur la commune de Bourbon-l'Archambault à 14 km à vol d'oiseau, est de 11,9 °C et le cumul annuel moyen de précipitations est de 777,2 mm,. Pour l'avenir, les paramètres climatiques de la commune estimés pour 2050 selon différents scénarios d'émission de gaz à effet de serre sont consultables sur un site dédié publié par Météo-France en novembre 2022.

## Urbanisme

### Typologie
Au 1er janvier 2024, Châtillon est catégorisée commune rurale à habitat dispersé, selon la nouvelle grille communale de densité à 7 niveaux définie par l'Insee en 2022.
Elle est située hors unité urbaine. Par ailleurs la commune fait partie de l'aire d'attraction de Moulins, dont elle est une commune de la couronne,. Cette aire, qui regroupe 64 communes, est catégorisée dans les aires de 50 000 à moins de 200 000 habitants,.

### Occupation des sols

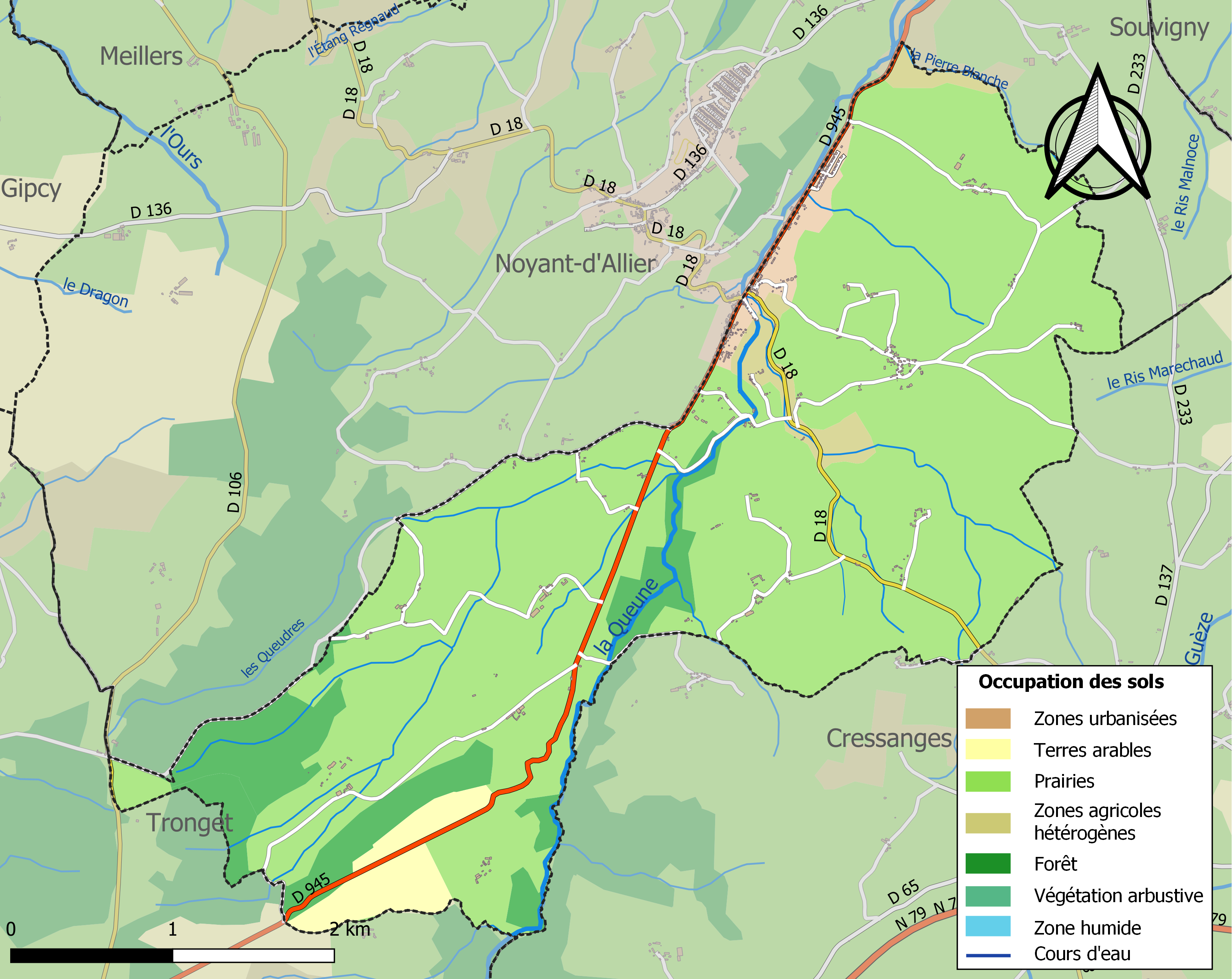
Carte des infrastructures et de l'occupation des sols de la commune en 2018 (CLC).

L'occupation des sols de la commune, telle qu'elle ressort de la base de données européenne d’occupation biophysique des sols Corine Land Cover (CLC), est marquée par l'importance des territoires agricoles (87,5 % en 2018), en diminution par rapport à 1990 (88,8 %). La répartition détaillée en 2018 est la suivante : prairies (81,7 %), forêts (10,8 %), terres arables (3,2 %), zones agricoles hétérogènes (2,5 %), zones urbanisées (1,7 %).
L'IGN met par ailleurs à disposition un outil en ligne permettant de comparer l’évolution dans le temps de l’occupation des sols de la commune (ou de territoires à des échelles différentes). Plusieurs époques sont accessibles sous forme de cartes ou photos aériennes : la carte de Cassini (XVIIIe siècle), la carte d'état-major (1820-1866) et la période actuelle (1950 à aujourd'hui).

### Voies de communication et transports
La commune est traversée par la route départementale 945 (ancienne route nationale 145) reliant Tronget au sud-ouest à Souvigny et Moulins au nord-est, ainsi que la D 18 menant à Noyant-d'Allier au nord-ouest et à Cressanges au sud-est.
La commune est également desservie par la ligne B01 du réseau Cars Région Allier, géré par la région Auvergne-Rhône-Alpes, reliant la gare routière de Montluçon à la gare SNCF de Moulins, via Montmarault et Souvigny.

## Toponymie
Châtillon serait un dérivé, sans doute mérovingien, du bas latin castellum, diminutif de castrum, accompagné du suffixe diminutif -illon. Castrum désigne d’abord tous les types de forteresse, depuis le simple donjon jusqu’à l’enceinte urbaine, puis se spécialise dans le sens de « château fort » et se réduit ensuite à celui de « grande maison de plaisance ».

## Histoire
Les lieux-dits « châtillon » font généralement référence à un castellum romain ou à un château médiéval. À Châtillon (sur Queune), on ne recense aucune seigneurie ni maison forte au Moyen Âge. L'origine du nom renvoie certainement à une période plus ancienne : c'est sur le promontoire rocheux entre la Queune et son petit affluent que fut édifiée l'ancienne église paroissiale, détruite à la Révolution. Châtillon, érigée en commune, dépend depuis lors de la paroisse de Noyant. Une observation attentive sur le terrain montre que l'éperon rocheux, cœur du « Vieux Chaîtlon » est barré par un talus : le site fait penser à un oppidum celtique.
Au XVIe siècle, Nicolas de Nicolay nous apprend qu'« en icelle y a plusieurs mines de charbon de pierre duquel les habitants tirent grand profit ».

## Politique et administration

### Découpage territorial
La commune de Châtillon est membre de la communauté de communes du Bocage Bourbonnais, un établissement public de coopération intercommunale (EPCI) à fiscalité propre créé le 1er janvier 2017 dont le siège est à Bourbon-l'Archambault. Ce dernier est par ailleurs membre d'autres groupements intercommunaux.
Sur le plan administratif, elle est rattachée à l'arrondissement de Moulins, au département de l'Allier, en tant que circonscription administrative de l'État, et à la région Auvergne-Rhône-Alpes. Avant le redécoupage cantonal, la commune faisait partie du canton du Montet.
Sur le plan électoral, elle dépend du canton de Souvigny pour l'élection des conseillers départementaux, depuis le redécoupage cantonal de 2014 entré en vigueur en 2015, et de la première circonscription de l'Allier pour les élections législatives, depuis le dernier découpage électoral de 2010 (troisième circonscription avant 2010).

### Élections municipales et communautaires

#### Élections de 2020
Le conseil municipal de Châtillon, commune de moins de 1 000 habitants, est élu au scrutin majoritaire plurinominal à deux tours avec candidatures isolées ou groupées et possibilité de panachage. Compte tenu de la population communale, le nombre de sièges à pourvoir lors des élections municipales de 2020 est de 11. La totalité des quinze candidats en lice est élue dès le premier tour, le 15 mars 2020, avec un taux de participation de 60,29 %.

#### Liste des maires
| Période                                  | Période                      | Identité        | Étiquette | Qualité           |
| ---------------------------------------- | ---------------------------- | --------------- | --------- | ----------------- |
| Les données manquantes sont à compléter. |                              |                 |           |                   |
| mars 1977                                | mars 2008                    | Michel Chalmin  | PCF       |                   |
| mars 2008                                | mai 2020                     | Simone Billon   | PCF       | Ouvrière          |
| mai 2020                                 | En cours (au 8 juillet 2020) | Patrick Chalmin | PCF       | Chef d'entreprise |

## Population et société

### Démographie
Les habitants de la commune sont appelés les Châtillonnais et les Châtillonnaises.
L'évolution du nombre d'habitants est connue à travers les recensements de la population effectués dans la commune depuis 1793. Pour les communes de moins de 10 000 habitants, une enquête de recensement portant sur toute la population est réalisée tous les cinq ans, les populations de référence des années intermédiaires étant quant à elles estimées par interpolation ou extrapolation. Pour la commune, le premier recensement exhaustif entrant dans le cadre du nouveau dispositif a été réalisé en 2008.

En 2022, la commune comptait 313 habitants, en évolution de −0,95 % par rapport à 2016 (Allier : −1,38 %, France hors Mayotte : +2,11 %).
| 1793 | 1800 | 1806 | 1821 | 1831 | 1836 | 1841 | 1846 | 1851 |
| ---- | ---- | ---- | ---- | ---- | ---- | ---- | ---- | ---- |
| 590  | 406  | 549  | 516  | 582  | 589  | 634  | 652  | 632  |

| 1856 | 1861 | 1866 | 1872 | 1876 | 1881 | 1886 | 1891 | 1896 |
| ---- | ---- | ---- | ---- | ---- | ---- | ---- | ---- | ---- |
| 616  | 634  | 597  | 598  | 600  | 550  | 574  | 534  | 491  |

| 1901 | 1906 | 1911 | 1921 | 1926 | 1931 | 1936 | 1946 | 1954 |
| ---- | ---- | ---- | ---- | ---- | ---- | ---- | ---- | ---- |
| 546  | 753  | 899  | 720  | 624  | 606  | 580  | 596  | 396  |

| 1962 | 1968 | 1975 | 1982 | 1990 | 1999 | 2006 | 2008 | 2013 |
| ---- | ---- | ---- | ---- | ---- | ---- | ---- | ---- | ---- |
| 459  | 368  | 374  | 289  | 282  | 277  | 308  | 317  | 319  |

| 2018 | 2022 | - | - | - | - | - | - | - |
| ---- | ---- | - | - | - | - | - | - | - |
| 313  | 313  | - | - | - | - | - | - | - |

## Culture locale et patrimoine

### Lieux et monuments
Début 2017, la commune est « réputée sans clochers ».